# NOI Techpark Südtirol/Alto Adige
NOI Techpark Südtirol/Alto Adige è il parco scientifico e tecnologico della Provincia autonoma di Bolzano che ospita 3 Istituti di ricerca (Fraunhofer Italia, Eurac Research, e Centro di Sperimentazione Laimburg), 4 Facoltà della Libera Università di Bolzano, 45 laboratori scientifici, 90 fra aziende e start-up e diverse altre istituzioni, tutte impegnate in attività di ricerca e sviluppo. Inaugurato a Bolzano nell'ottobre 2017 è frutto di un intervento di riqualificazione urbana. La struttura è gestita da NOI Spa, società In-House della Provincia Autonoma di Bolzano.

## Progetto architettonico

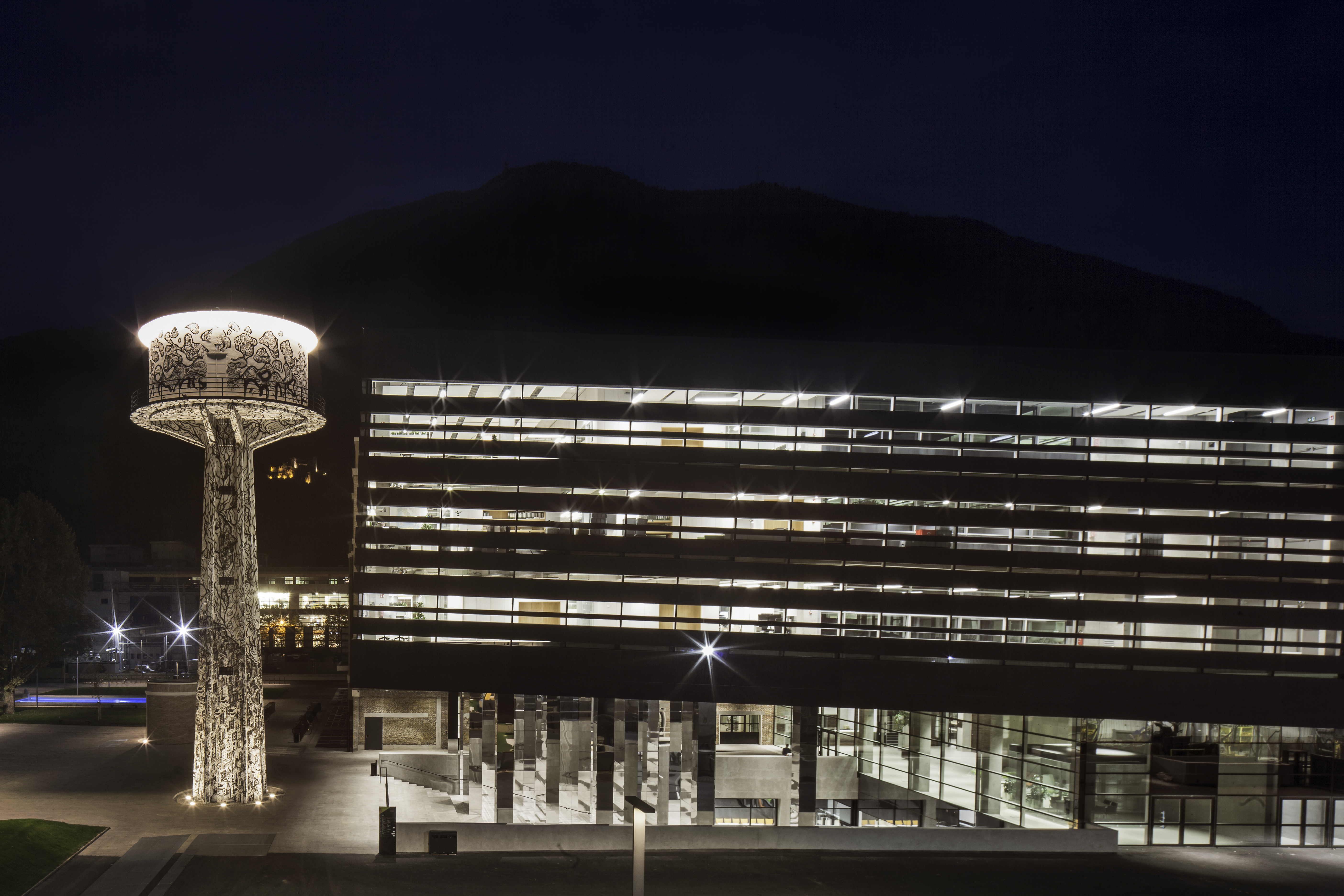
La torre piezometrica e il Black Monolith visti di lato

L’atto di nascita di NOI Techpark risale al 2007, grazie al concorso internazionale d’idee che apre la strada al recupero dell’area e dei due ex-stabilimenti per la produzione di alluminio, di chiara impronta razionalista e posti sotto tutela storico-monumentale. Il primo segno tangibile risale all'anno successivo, quando, in occasione della settima edizione della Biennale d’arte europea “Manifesta”, il polacco Mariusz Waras (alias M-City) decora a murale l’iconica torre piezometrica che si erge sul piazzale d’ingresso. Il progetto elaborato dagli studi Chapman Taylor Italia (Milano) e Studio CLEAA (Claudio Lucchin e Architetti Associati Angelo Rinaldo Daniela Varnier, Bolzano) con Andrea Cattacin (Merano) ha affiancato al complesso originario, proprio davanti alla torre piezometrica, il Black Monolith: un parallelepipedo inclinato rivestito in pannelli di schiuma di alluminio ossidata nera, che emerge obliquamente dal suolo ispirandosi all’enigmatico totem del film 2001 Odissea nello spazio di Stanley Kubrick.

## Storia dell'area

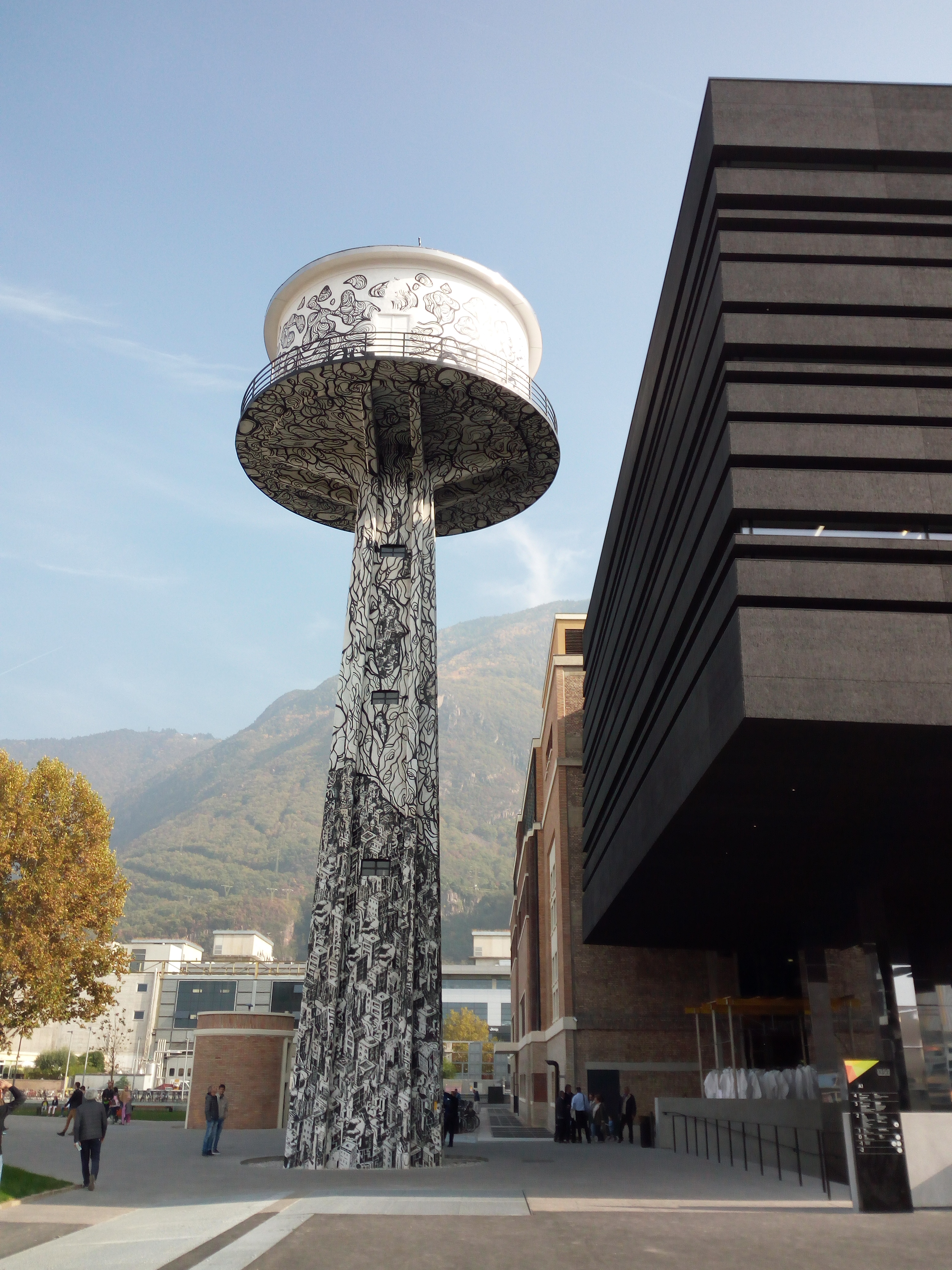
Torre piezometrica

Per l'italianizzazione dell'Alto Adige il regime fascista promosse l'industrializzazione della città di Bolzano, promettendo agli imprenditori forti contributi economici ed energia in grande quantità. La Montecatini, tra il 1934 e il 1939, era stata la prima azienda a insediarsi. Poi sarebbero venute la Lancia, le acciaierie Falck e la fabbrica di magnesio e avrebbero costituito la grande zona industriale di Bolzano. La “fabbrica dell'alluminio” si era rivelata di importanza strategica in quanto era servita, durante il periodo dell'autarchia, per l'elettrificazione del paese. Nel secondo dopoguerra era diventata la più grande fabbrica di alluminio d'Italia, con oltre 1.700 operai, anche grazie all'energia a basso costo proveniente dalle molte centrali idroelettriche esistenti in provincia, capaci di fornirla di tutta la corrente necessaria per alimentare i forni del primario, che portavano la bauxite a diventare alluminio. Con l'arrivo degli anni Settanta, però, inizierà il declino produttivo dell'azienda che porterà alla definitiva chiusura delle due linee di primario nei primi anni Novanta e all'acquisto di una parte dei terreni, circa 9 ettari, da parte della Provincia Autonoma di Bolzano. Una porzione degli edifici esistenti verrà subito demolita per poter insediare altre aziende, mentre nel corso del 2004 verranno messi sotto tutela storico monumentale i principali corpi di fabbrica del complesso industriale: le due centrali di trasformazione elettrica, la “Bolzano 1” e la “Bolzano 2”, e le palazzine fronte strada, destinate un tempo alla portineria, alla direzione e alla mensa. A questo punto parte il dibattito sul loro possibile utilizzo. Molti ne sostengono l’uso museale, soprattutto a fronte del grande successo della biennale d’arte Manifesta 7 ospitata nella fabbrica nella primavera estate del 2008. I progetti finalisti presentati al concorso internazionale per la progettazione dell’area prevedono un utilizzo misto degli immobili esistenti: una centrale come incubatore d'impresa e l'altra come museo. Alla fine la scelta punta dritta verso l'idea di un nuovo distretto dell'innovazione, capace di riunire in un unico luogo la Libera Università di Bolzano, i vari centri di ricerca sparsi sul territorio (Fraunhofer Italia, Eurac Research, Agenzia CasaClima, Centro di Sperimentazione di Laimburg e altri) e le aziende private, per stimolarne le collaborazioni, per il progresso dell’economia e delle aziende del territorio.

## Certificazioni
L’intero quartiere è il primo in Europa certificato LEED Gold, certificazione che garantisce la sostenibilità dell'intero progetto dal punto di vista ambientale.

## Significato del nome

Vista del quartiere dall'ingresso principale

Il nome “NOI” è l'acronimo di “Nature of Innovation” (trad. dall'inglese: l'innovazione secondo la natura) ed esprime gli intenti all'origine della struttura, che intende generare innovazione orientandosi all'esempio della natura stessa: sostenibilità e capacità di adattamento sono i due concetti base. Il ciclo naturale della vita, la circolarità delle stagioni, la forza con cui la natura ricerca e mette in atto i propri espedienti, i princìpi che la rendono tanto capace di mantenersi in equilibrio, adattarsi e resistere dovrebbero essere trasferibili - in questo senso - all'agire e ai prodotti delle aziende e delle start-up in quattro settori specifici, ritenuti strategici per il territorio: green, food, digital, automotive & automation.

## Espansione in atto
Nel 2022, a cinque anni dal suo avvio e a fronte del crescente fabbisogno di nuovi spazi, è in corso un sostanziale raddoppio che porterà il NOI a passare da 222.358 m³ a 432.881 m³ entro il 2024. L'investimento previsto, fra fondi della Provincia autonoma di Bolzano e Pnrr, è di 142 milioni di euro. L’ampliamento riguarda innanzitutto le aree dedicate ai laboratori e fa seguito a una strategia di specializzazione su 4 settori strategici dell’economia altoatesina: Green, Food, Digital & AI, Automotive & Automation. In particolare, in ambito Green, NOI Techpark, partendo da competenze di ricerca nel settore dell’efficienza energetica e delle energie rinnovabili (dalle biomasse all’idrogeno), punterà su sistemi energetici sostenibili, bioeconomia circolare ed edilizia sostenibile; nel Food, ambito in cui NOI Techpark è già riconosciuto come centro di ricerca all'avanguardia per alimentazione funzionale e integrazione, la specializzazione sarà sui processi di trasformazione, nella determinazione dell’origine degli alimenti e sulla loro conservazione, valorizzando anche i sottoprodotti; in ambito Digital, partendo da competenze in ambito Open Data, Open Source, Open Standards e sensoristica (l'Alto Adige è noto a livello internazionale per le sue reti IoT distribuite a livello regionale), NOI Techpark svilupperà soluzioni digitali aperte, sostenibili, sicure e scalabili a livello internazionale; infine, nell’Automation & Robotics, alla luce delle infrastrutture di ricerca e del know how sviluppato nell'ambito della mobilità sostenibile, dell'interazione collaborativa fra uomo e robot e nella produzione sostenibile in ambito alpino, NOI Techpark punterà sulla trasformazione digitale e verde delle Pmi manifatturiere regionali, aiutandole ad adottare tecnologie all'avanguardia, per trasformare i sottoprodotti in profitto e mantenersi competitive. Ognuna di queste competenze sarà riunita in un edificio, secondo una logica di specializzazione in moduli monotematici. Al NOI sorgerà infine la nuova Facoltà di Ingegneria della Libera Università di Bolzano, la cui prima pietra è stata posata nella primavera 2022 e il cui completamento avverrà entro due anni. Il corso di studio formerà sviluppatori sia hardware che software con un forte background in matematica, fisica, statistica e informatica, capaci di combinare le aree dell'ingegneria elettronica, dell'automazione e dell’informatica per progettare, costruire e convalidare componenti e sistemi elettronici, embedded e di automazione per una varietà di campi di applicazione, con particolare attenzione su Ict e Industria 4.0. Nel frattempo, al NOI è appena arrivato anche l’Istituto di Biomedicina di Eurac Research con oltre 100 tra ricercatrici e ricercatori, ingegneri, medici e collaboratori. In questo modo, si creerà un insieme di opportunità scientifiche che attireranno interesse e studiosi da tutto il mondo, aumentando la competitività dell’hub e dei suoi attori. 

## NOI Techpark Brunico, un centro per la mobilità sostenibile
Parallelamente, a Brunico è in costruzione un nuovo centro di competenza per il settore strategico dell’Automotive. Un settore che in Alto Adige impiega oltre 16.000 persone con 800 aziende specializzate. Un’automobile su tre nel mondo monta infatti componenti sviluppate e prodotte nella Provincia Autonoma di Bolzano. Il nuovo hub, che avrà sede in Val Pusteria, sarà inaugurato nel 2023 e riunirà in un’area di circa 73.000 m³: attività accademiche e di ricerca della Libera Università di Bolzano, servizi speciali di supporto alle aziende, istituti di ricerca e startup, uno spazio di co-working, un centro eventi, un ristorante e un garage interrato. NOI Techpark Brunico sarà il primo Parco Scientifico e Tecnologico a idrogeno: l’edificio avrà un sistema innovativo per lo stoccaggio dell’idrogeno, garantendo così un approvvigionamento energetico neutrale per il clima, e stimolerà anche l’intero settore automotive locale all’impellente riconversione energetica.